# Lundeårbogen
Lundeårbogen eller latin Annales Lundenses er en årbog, der er skrevet på latin omkring 1250-1307 i Lund. Flere afskrifter har overlevet til moderne tid. Lundeårbogen er i to dele, hvoraf den første omhandler begivenheder fra oldtiden til 1256, som alle er baseret på afskrifter fra tidligere krøniker, heriblandt Lejrekrøniken. Anden del er med begivenheder for hvert år til 1307. Den er nedskrevet specifikt til Lundeårbogen og beskæftiger sig primært med politiske forhold i Danmark. Bl.a. omtales den norske kong Eriks hærgen i Danmark og Erik Menveds giftermål med Ingeborg af Sverige i 1296. Derudover omtales Slaget ved Gestilren i Sverige i 1210 som Bellum Giestilsren/Gyestilren, Slaget ved Oldenswort i 1252, hvor Abel af Danmark dør. Og i 1256 berettes at Refshaleborg på Lolland ødelægges.
Afskrifterne findes i tre eksemplarer; et på biblioteket i Erfurt i Tyskland og to i den Arnamagnæanske Samling på Det Kongelige Bibliotek i København.